# ジョシュ・テイラー (野球)
ジョシュ・アール・テイラー（Josh Earl Taylor, 1993年3月2日 - ）は、アメリカ合衆国アリゾナ州フェニックス出身のプロ野球選手（投手）。左投左打。MLBのカンザスシティ・ロイヤルズ所属。

## 経歴

### プロ入りとフィリーズ傘下時代
2014年8月にドラフト外でフィラデルフィア・フィリーズと契約してプロ入り。契約後、傘下のルーキー級ガルフ・コーストリーグ・フィリーズでプロデビュー。3試合に登板して2勝0敗、防御率0.00、13奪三振を記録した。
2015年はA級レイクウッド・ブルークロウズで開幕を迎え、後述の移籍まで13試合に先発登板して4勝5敗、防御率4.61を記録した。

### ダイヤモンドバックス傘下時代
2015年7月5日にクリス・オリバー及び金銭とのトレードで、後日発表選手と共にアリゾナ・ダイヤモンドバックスへ移籍した。移籍後は傘下のA級ケーンカウンティ・クーガーズでプレーし、移籍前を含めた2球団合計で24試合に先発登板して8勝8敗、防御率3.96、123奪三振を記録した。
2016年はA+級バイセイリア・ローハイドとAA級モービル・ベイベアーズでプレーし、2球団合計で26試合（先発24試合）に登板して5勝11敗、防御率5.36、123奪三振を記録した。オフにはアリゾナ・フォールリーグに参加し、ソルトリバー・ラフターズに所属した。
2017年はルーキー級アリゾナリーグ・ダイヤモンドバックスとAA級ジャクソン・ジェネラルズでプレーし、2球団合計で34試合（先発14試合）に登板して4勝7敗2セーブ、防御率4.96、92奪三振を記録した。
2018年はA+級バイセイリアで開幕を迎えた。

### レッドソックス時代
2018年5月15日、3月24日に行われたデベン・マレーロとのトレードの後日発表選手としてボストン・レッドソックスへ移籍した。移籍後は傘下のAA級ポートランド・シードッグスとAAA級ポータケット・レッドソックスでプレーし、移籍前を含めた3球団合計で48試合に登板して3勝7敗13セーブ、防御率3.35、60奪三振を記録した。オフには2年ぶりにアリゾナ・フォールリーグに参加し、メサ・ソーラーソックスに所属した。11月20日にはルール・ファイブ・ドラフトでの流出を防ぐために40人枠入りした。 
2019年は開幕をAAA級ポータケットで迎え、5月29日にメジャー初昇格を果たした。同日のクリーブランド・インディアンス戦でメジャーデビュー。この年メジャーでは52試合（先発1試合）に登板して2勝2敗、防御率3.04、62奪三振を記録した。
2020年は新型コロナウイルスへの罹患や左肩痛の影響もあり、8試合の登板で1勝1敗、防御率9.82、7奪三振と振るわなかった。
2021年は中継ぎ陣の一角として、アダム・オッタビーノに次ぐチーム2位の登板数となる61試合に登板して、1勝1セーブ15ホールドを挙げた。
2022年は前年オフから続く背中の痛みのためAAA級ウースター・レッドソックスで開幕を迎え、休養を挟みながら13試合に登板したが、7月12日のAA級ポートランド・シードッグスでの登板を最後に、リハビリに専念するためシーズンを終えた。

### ロイヤルズ時代
2023年1月24日にアダルベルト・モンデシーと後日指名選手のトレードで、カンザスシティ・ロイヤルズに移籍した。

## 投球スタイル
ランディ・ジョンソン直伝のスライダーが武器であり、これが全投球の37%を占めている。2018年まではカーブを多投していたが、ほとんど使わなくなった。

## 詳細情報

### 年度別投手成績
| 年 度    | 球 団    | 登 板 | 先 発 | 完 投 | 完 封 | 無 四 球 | 勝 利 | 敗 戦 | セ 丨 ブ | ホ 丨 ル ド | 勝 率 | 打 者 | 投 球 回 | 被 安 打 | 被 本 塁 打 | 与 四 球 | 敬 遠 | 与 死 球 | 奪 三 振 | 暴 投 | ボ 丨 ク | 失 点 | 自 責 点 | 防 御 率 | W H I P |
| -------- | -------- | ----- | ----- | ----- | ----- | -------- | ----- | ----- | -------- | ----------- | ----- | ----- | -------- | -------- | ----------- | -------- | ----- | -------- | -------- | ----- | -------- | ----- | -------- | -------- | ------- |
| 2019     | BOS      | 52    | 1     | 0     | 0     | 0        | 2     | 2     | 0        | 6           | .500  | 194   | 47.1     | 40       | 5           | 16       | 1     | 2        | 62       | 3     | 0        | 17    | 16       | 3.04     | 1.18    |
| 2020     | BOS      | 8     | 0     | 0     | 0     | 0        | 1     | 1     | 0        | 1           | .500  | 36    | 7.1      | 7        | 2           | 5        | 0     | 1        | 7        | 0     | 0        | 8     | 8        | 9.82     | 1.64    |
| 2021     | BOS      | 61    | 0     | 0     | 0     | 0        | 1     | 0     | 1        | 15          | 1.000 | 209   | 47.2     | 45       | 2           | 23       | 3     | 3        | 60       | 2     | 0        | 18    | 18       | 3.40     | 1.43    |
| 2023     | KC       | 17    | 1     | 0     | 0     | 0        | 1     | 3     | 0        | 0           | .250  | 83    | 17.2     | 22       | 4           | 9        | 1     | 0        | 26       | 1     | 1        | 17    | 16       | 8.15     | 1.75    |
| MLB：4年 | MLB：4年 | 138   | 2     | 0     | 0     | 0        | 5     | 6     | 1        | 22          | .455  | 522   | 120.0    | 114      | 13          | 53       | 5     | 6        | 155      | 6     | 1        | 60    | 58       | 4.35     | 1.39    |

- 2023年度シーズン終了時

### 年度別守備成績
| 年 度 | 球 団 | 投手（P） | 投手（P） | 投手（P） | 投手（P） | 投手（P） | 投手（P） |
| 年 度 | 球 団 | 試 合     | 刺 殺     | 補 殺     | 失 策     | 併 殺     | 守 備 率  |
| ----- | ----- | --------- | --------- | --------- | --------- | --------- | --------- |
| 2019  | BOS   | 52        | 0         | 4         | 1         | 0         | .800      |
| 2020  | BOS   | 8         | 0         | 0         | 1         | 0         | .000      |
| 2021  | BOS   | 61        | 0         | 2         | 0         | 0         | 1.000     |
| 2023  | KC    | 17        | 0         | 0         | 0         | 0         | ----      |
| MLB   | MLB   | 138       | 0         | 6         | 2         | 0         | .750      |

- 2023年度シーズン終了時

### 背番号
- 72（2019年 - 2020年）
- 38（2021年, 2023年 - ）